# Summenregel
Die Summenregel ist in der Mathematik eine der Grundregeln der Differentialrechnung. Sie besagt, dass die Summe aus zwei differenzierbaren Funktionen wieder differenzierbar ist und dass eine solche Summe aus Funktionen gliedweise differenziert werden kann.

## Regel
Die Funktionen {\displaystyle g} und {\displaystyle h} seien in einem gemeinsamen Intervall definiert, das die Stelle {\displaystyle x_{0}} enthält. An dieser Stelle {\displaystyle x_{0}} seien beide Funktionen differenzierbar. Dann ist auch die Funktion {\displaystyle f} mit
{\displaystyle f(x)=g(x)\,+h(x)}
an der Stelle {\displaystyle x_{0}} differenzierbar, und es gilt
{\displaystyle f'(x_{0})=g'(x_{0})+h'(x_{0})\,}.

## Beispiel
Die Funktionen 
{\displaystyle \ g(x)=x^{4}},
{\displaystyle \ h(x)=x^{3}}
sind auf {\displaystyle \mathbb {R} } differenzierbar mit den Ableitungsfunktionen
{\displaystyle \ g'(x)=4x^{3}},
{\displaystyle \ h'(x)=3x^{2}}.
Daher ist auch die Funktion
{\displaystyle \ f(x)=g(x)+h(x)=x^{4}+x^{3}}
auf {\displaystyle \mathbb {R} } differenzierbar mit der Ableitungsfunktion
{\displaystyle \ f'(x)=g'(x)+h'(x)=4x^{3}+3x^{2}}.

## Beweis
Sei {\displaystyle I} ein Intervall und seien {\displaystyle g,h\colon \ I\to \mathbb {R} } in {\displaystyle x_{0}\in I} differenzierbar.
Per Voraussetzung existieren die Funktionengrenzwerte {\displaystyle \lim _{x\to x_{0}}{\frac {g(x)-g(x_{0})}{x-x_{0}}}} und {\displaystyle \lim _{x\to x_{0}}{\frac {h(x)-h(x_{0})}{x-x_{0}}}}. Nach den Grenzwertsätzen existiert auch der Grenzwert der Summenfunktion {\displaystyle f+g} an der Stelle {\displaystyle x_{0}} und es gilt
{\displaystyle \lim _{x\to x_{0}}\left({\frac {g(x)-g(x_{0})}{x-x_{0}}}+{\frac {h(x)-h(x_{0})}{x-x_{0}}}\right)=\lim _{x\to x_{0}}{\frac {g(x)-g(x_{0})}{x-x_{0}}}+\lim _{x\to x_{0}}{\frac {h(x)-h(x_{0})}{x-x_{0}}}.}

Damit folgt
{\displaystyle {\begin{aligned}\lim _{x\to x_{0}}{\frac {f(x)-f(x_{0})}{x-x_{0}}}&=\lim _{x\to x_{0}}{\frac {g(x)+h(x)-(g(x_{0})+h(x_{0}))}{x-x_{0}}}\\&=\lim _{x\to x_{0}}{\frac {g(x)-g(x_{0})+h(x)-h(x_{0})}{x-x_{0}}}\\&=\lim _{x\to x_{0}}\left({\frac {g(x)-g(x_{0})}{x-x_{0}}}+{\frac {h(x)-h(x_{0})}{x-x_{0}}}\right)\\&=\lim _{x\to x_{0}}{\frac {g(x)-g(x_{0})}{x-x_{0}}}+\lim _{x\to x_{0}}{\frac {h(x)-h(x_{0})}{x-x_{0}}}.\\\end{aligned}}}
Also ist {\displaystyle f'(x_{0})=g'(x_{0})+h'(x_{0})}.

## Folgerungen
- Differenzregel: Betrachtet man die Differenz {\displaystyle f=g-h=g+(-h)} für Funktionen {\displaystyle g} und {\displaystyle h}, die in {\displaystyle x_{0}} differenzierbar sind, ergibt sich aus der Summenregel und der Faktorregel, dass {\displaystyle f} in {\displaystyle x_{0}} differenzierbar ist und für die Ableitung {\displaystyle f'(x_{0})=g'(x_{0})-h'(x_{0})} gilt.
- Zusammen mit der Faktorregel ergibt sich: Sind {\displaystyle g_{1},\ldots ,g_{n}} in {\displaystyle x_{0}\in \mathbb {R} } differenzierbare Funktionen und {\displaystyle c_{1},\ldots ,c_{n}\in \mathbb {R} } reelle Konstanten, dann ist die Linearkombination {\displaystyle f(x):=\sum _{i=1}^{n}c_{i}g_{i}(x)} wiederum in {\displaystyle x_{0}} differenzierbar mit (gliedweise differenzierter) Ableitungsfunktion
{\displaystyle f'(x_{0})=\left(\sum _{i=1}^{n}c_{i}g_{i}\right)'(x_{0})=\sum _{i=1}^{n}c_{i}{g_{i}}'(x_{0})}.

- Daraus folgt: Die differenzierbaren Funktionen (auf einem gegebenen Intervall) bilden einen reellen Vektorraum, und die Differentiation ist eine lineare Abbildung von diesem Vektorraum in den Vektorraum aller Funktionen.